# James Burrill Angell

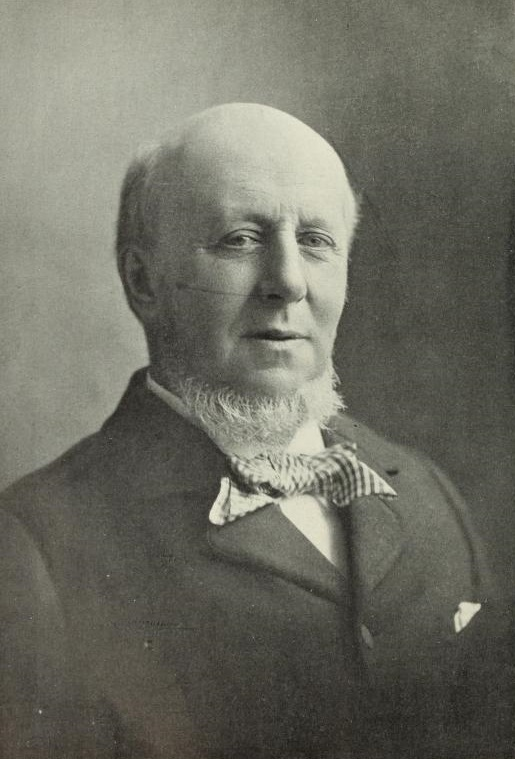
James Burrill Angell (1903)

James Burrill Angell (* 7. Januar 1829 in Scituate, Providence County, Rhode Island; † 1. April 1916 in Ann Arbor, Michigan) war ein US-amerikanischer Sprachwissenschaftler, Historiker, Universitätspräsident, Journalist und Diplomat.
Angell machte 1849 an der Brown University in Providence seinen Studienabschluss als Jahrgangsbester. Er arbeitete zunächst als Bauingenieur und bereiste gemeinsam mit Rowland Hazard II den Süden der Vereinigten Staaten, Frankreich, Italien und Österreich.
An der Brown University hatte James B. Angell von 1853 bis 1860 eine Professur für Moderne Sprachen und Literatur inne. Nebenbei schrieb er Leitartikel für das Providence Journal. Von 1860 bis 1866 war Angell als Nachfolger von Henry B. Anthony, der 1858 in den Senat der Vereinigten Staaten gewählt worden war, Herausgeber der Zeitung. Von 1866 bis 1871 war Angell Präsident der University of Vermont, wobei er auf Joseph Torrey folgte. Hier gab er Vorlesungen in Geschichte, Rhetorik und Deutsch.
Mit seiner Präsidentschaft der University of Michigan von 1871 bis 1909 war er der Präsident dieser Universität mit der längsten Amtszeit. Auf ihn gehen wesentliche Verbesserungen der Lehre an der University of Michigan zurück, zum Beispiel die Einführung von Zulassungsvoraussetzungen zum Medizinstudium, die Einrichtung des ersten Lehrstuhls für Didaktik (science and art of teaching) in den Vereinigten Staaten und des ersten Lehrauftrags (instruction) für Forstwissenschaft. Er errichtete Graduate Schools für Zahnheilkunde, Pharmazie, Krankenpflege, Musikwissenschaft, Architektur und Stadtplanung. In seiner Anfangszeit an der University of Michigan gab er selbst Vorlesungen zur Diplomatiegeschichte.
Seine Präsidentschaft unterbrach Angell mehrfach, um als Gesandter der Vereinigten Staaten tätig zu sein. So war er von 1880 bis 1881 als Nachfolger von George Frederick Seward Botschafter der USA in China; sein Nachfolger war ab 1882 John Russell Young. In China handelte Angell 1880 einen Vertrag zur Begrenzung der Einwanderung aus China aus, den Angell Treaty, der eine Einschränkung des Burlingame Treaty von 1868 darstellte. 1896/1897 war James B. Angell Mitglied der Canadian-American Deep Waterways Commission. Von 1897 bis 1898 war er als Nachfolger von Alexander Watkins Terrell Botschafter der USA an der Hohen Pforte (Osmanisches Reich); sein Nachfolger wiederum war Oscar Solomon Straus.
1868 wurde Angell zum Mitglied (Associate Fellow) der American Academy of Arts and Sciences gewählt, 1889 zum Mitglied der American Philosophical Society. Angell gehörte 1884 zu den Gründungsmitgliedern der American Historical Association und fungierte 1892/1893 als deren Präsident.
1855 heirateten James Burrill Angell und Sarah S. Caswell (1831–1903), die Tochter von Alexis Caswell, einem Geistlichen und späteren Präsidenten der Brown University. Das Paar hatte drei Kinder. Ihr älterer Sohn Alexis Caswell Angell (1857–1932) wurde Bundesrichter, die Tochter Lois Thompson Angell (1863–1941) heiratete 1890 den Historiker und späteren Pulitzer-Preisträger Andrew C. McLaughlin (1861–1947), der jüngere Sohn, James Rowland Angell (1869–1949) wurde Präsident der Yale University. James B. Angells Grab befindet sich auf dem Forest Hill Cemetery in Ann Arbor.

## Schriften
- Handbook of French literature; historical, biographical, and critical. Rev. and ed. by James B. Angell. Philadelphia, H. Cowperthwait & co., 1857.
- The Diplomacy of the United States. Boston, New York, 1884–89.
- Inadequate recognition of diplomatists by historians. Washington, 1894.
- Honesty. Ann Arbor, Mich.: University of Michigan, 1906.
- The age of quickened conscience. Ann Arbor, Mich., The University, 1908.
- The reminiscences of James Burrill Angell. New York [etc.] Longmans, Green, and Co., 1912.